# End Titles... Stories for Film
End Titles... Stories for Film – piąty album brytyjskiej grupy muzycznej Unkle. Płyta została nagrana w niespełna pięć tygodni i prawie w pełni stanowi autorski materiał Jamesa Lavella.
Tworząc End Titles... Stories for Film, członkowie Unkle po raz kolejny nawiązali współpracę z Gavinem Clarkiem a także Joshem Homme z Queens of the Stone Age. Na płycie zagościli również James Griffith oraz artyści z South i Black Mountain.

## Lista utworów
1. "End Titles"
2. "Cut Me Loose" (feat. Gavin Clark)
3. "Ghosts"
4. "Ghosts (Strings Reprise)"
5. "Kaned and Abel"
6. "Blade in the Back" (feat. Gavin Clark)
7. "Synthetic Water"
8. "Chemical" (feat. Josh Homme)
9. "Nocturnal" (feat. Chris Goss)
10. "Cut Me Loose" (Strings Reprise)
11. "Against the Grain" (feat. Gavin Clark)
12. "Even Balance" (Part Two)
13. "Trouble in Paradise" (Variation on a Theme)
14. "Can't Hurt" (feat. Gavin Clark & Joel Cadbury)
15. "24 Frames"
16. "In a Broken Dream"
17. "Clouds" (feat. Black Mountain)
18. "Black Mass"
19. "Open Up Your Eyes" (feat. Abel Ferrara)
20. "Romeo Void"
21. "Heaven" (feat. Gavin Clark)
22. "The Piano Echoes"